# Filtro k constante
Los filtros de k constante, también filtros de tipo k, son un tipo de filtro electrónico diseñado mediante el método de la imagen. Son los filtros originales y más sencillos fabricados con esta metodología y consisten en una red en escalera de secciones idénticas de componentes pasivos. Históricamente, son los primeros filtros que podían aproximarse a la respuesta en frecuencia del filtro ideal dentro de cualquier límite prescrito con la adición de un número suficiente de secciones. Sin embargo, rara vez se tienen en cuenta para un diseño moderno, ya que los principios en los que se basan han sido superados por otras metodologías que son más precisas en su predicción de la respuesta del filtro.

## Historia
Los filtros de k constante fueron inventados por George Campbell. Publicó su trabajo en 1922,pero claramente había inventado los filtros algún tiempo antes, ya que su colega en AT&T Co, Otto Zobel, ya estaba haciendo mejoras en el diseño en ese momento. Los filtros de Campbell eran muy superiores a los circuitos más simples de un solo elemento que se habían utilizado anteriormente. Campbell denominó a sus filtros filtros de ondas eléctricas, pero este término pasó a significar más tarde cualquier filtro que pasa ondas de algunas frecuencias pero no de otras. Posteriormente se inventaron muchas formas nuevas de filtro de ondas; una de las primeras (e importantes) variaciones fue el filtro derivado de m de Zobel, quien acuñó el término k constante para el filtro de Campbell con el fin de distinguirlos.
La gran ventaja que tenían los filtros de Campbell sobre el circuito RL y otros filtros simples de la época era que se podían diseñar para cualquier grado deseado de rechazo de la banda de paso o inclinación de la transición entre la banda de paso y la banda de parada. Sólo era necesario añadir más secciones de filtro hasta obtener la respuesta deseada.
Los filtros fueron diseñados por Campbell para separar canales telefónicos multiplexados en líneas de transmisión, pero su uso posterior ha sido mucho más amplio. Las técnicas de diseño utilizadas por Campbell han sido ampliamente superadas. Sin embargo, la topología en escalera utilizada por Campbell con la constante k se sigue utilizando hoy en día con implementaciones de diseños de filtros modernos como el filtro Tchebyscheff. Campbell proporcionó diseños de k constante para filtros de paso bajo, paso alto y paso banda. También son posibles los filtros banda-parada y banda múltiple.

## Terminología
Algunos de los términos de impedancia y de sección utilizados en este artículo se muestran en el siguiente diagrama. La teoría de la imagen define las magnitudes en términos de una cascada infinita de secciones de dos puertos y, en el caso de los filtros que nos ocupan, una red en escalera infinita de secciones L. Aquí "L" no debe confundirse con la inductancia L - en topología de filtros electrónicos, "L" se refiere a la forma específica del filtro que se asemeja a la letra "L" invertida.

Las secciones del filtro infinito hipotético están formadas por elementos en serie con impedancia 2Z y elementos en derivación con admitancia 2Y. El factor de dos se introduce por comodidad matemática, ya que es habitual trabajar en términos de semisecciones donde desaparece. Por lo general, la impedancia imagen del puerto de entrada y salida de una sección no será la misma. Sin embargo, para una sección de serie media (es decir, una sección desde la mitad de un elemento en serie hasta la mitad del siguiente elemento en serie) tendrá la misma impedancia imagen en ambos puertos debido a la simetría. Esta impedancia de imagen se denomina ZiT debido a la topología en "T" de una sección de serie media. Del mismo modo, la impedancia imagen de una sección en derivación media se designa ZiΠ debido a la topología "Π". La mitad de dicha sección "T" o "Π" se denomina media sección, que también es una sección L pero con la mitad de los valores de los elementos de la sección L completa. La impedancia imagen de la semisección es diferente en los puertos de entrada y salida: en el lado que presenta el elemento en serie es igual a la ZiT media de la serie, pero en el lado que presenta el elemento en derivación es igual a la ZiΠ media de la derivación. Por lo tanto, existen dos formas distintas de utilizar una semisección.
Algunas partes de este artículo o sección dependen del conocimiento del lector de la representación de la impedancia compleja de condensadores e inductores y del conocimiento de la representación de las señales en el dominio de la frecuencia.

## Derivación

Filtro de paso bajo de sección media k constante. Aquí la inductancia L es igual a Ck2

El elemento constitutivo de los filtros de k constante es la red "L" de media sección, compuesta por una impedancia en serie Z y una admitancia en derivación Y. La "k" de "k constante" es el valor dado por,
{\displaystyle k^{2}={\frac {Z}{Y}}}

Filtro pasa banda de sección media k constante

Así, k tendrá unidades de impedancia, es decir, ohmios. Es evidente que para que k sea constante, Y debe ser la impedancia dual de Z. Se puede dar una interpretación física de k observando que k es el valor límite de Zi a medida que el tamaño de la sección (en términos de valores de sus componentes, como inductancias, capacitancias, etc.) se aproxima a cero, manteniendo k en su valor inicial. Por lo tanto, k es la impedancia característica, Z0, de la línea de transmisión que estaría formada por estas secciones infinitesimalmente pequeñas.También es la impedancia imagen de la sección en resonancia, en el caso de los filtros paso banda, o en ω = 0 en el caso de los filtros paso bajo.Por ejemplo, la sección media paso bajo ilustrada tiene
{\displaystyle k={\sqrt {\frac {i\omega L}{i\omega C}}}={\sqrt {\frac {L}{C}}}}
Los elementos L y C pueden hacerse arbitrariamente pequeños conservando el mismo valor de k. Z e Y, sin embargo, se aproximan a cero, y a partir de las fórmulas (abajo) para impedancias de imagen,
{\displaystyle \lim _{Z,Y\to 0}Z_{\mathrm {i} }=k}

### Impedancia de imagen

Se representa gráficamente la impedancia de imagen Z_{iT} de un filtro paso bajo prototipo de k constante frente a la frecuencia. La impedancia es puramente resistiva (real) por debajo de, y puramente reactiva (imaginaria) por encima de.

Las impedancias imagen de la sección vienen dadas por
{\displaystyle {Z_{\mathrm {iT} }}^{2}=Z^{2}+k^{2}}
Y
{\displaystyle {\frac {1}{{Z_{\mathrm {i\Pi } }}^{2}}}={Y_{\mathrm {i\Pi } }}^{2}=Y^{2}+{\frac {1}{k^{2}}}}
Dado que el filtro no contiene elementos resistivos, la impedancia de la imagen en la banda de paso del filtro es puramente real y en la banda de parada es puramente imaginaria. Por ejemplo, para la sección media de paso bajo ilustrada,
{\displaystyle {Z_{\mathrm {iT} }}^{2}=-(\omega L)^{2}+{\frac {L}{C}}}
La transición se produce a una frecuencia de corte dada por
{\displaystyle \omega _{c}={\frac {1}{\sqrt {LC}}}}
Por debajo de esta frecuencia, la impedancia de la imagen es real,
{\displaystyle Z_{\mathrm {iT} }=L{\sqrt {\omega _{c}^{2}-\omega ^{2}}}}
Por encima de la frecuencia de corte, la impedancia de la imagen es imaginaria,
{\displaystyle Z_{\mathrm {iT} }=iL{\sqrt {\omega ^{2}-\omega _{c}^{2}}}}

### Parámetros de transmisión

La función de transferencia de un filtro de paso bajo prototipo de k constante para una única semisección que muestra la atenuación en neperios y el cambio de fase en radianes

Los parámetros de transmisión para una semisección general de k constante vienen dados por
{\displaystyle \gamma =\sinh ^{-1}{\frac {Z}{k}}}
y para una cadena de n semisecciones
{\displaystyle \gamma _{n}=n\gamma \,\!}
Para la sección en forma de L de paso bajo, por debajo de la frecuencia de corte, los parámetros de transmisión vienen dados por
{\displaystyle \gamma =\alpha +i\beta =0+i\sin ^{-1}{\frac {\omega }{\omega _{c}}}}
Es decir, la transmisión es sin pérdidas en la banda de paso y sólo cambia la fase de la señal. Por encima de la frecuencia de corte, los parámetros de transmisión son:
{\displaystyle \gamma =\alpha +i\beta =\cosh ^{-1}{\frac {\omega }{\omega _{c}}}+i{\frac {\pi }{2}}}

### Transformaciones del prototipo
Las gráficas presentadas de impedancia, atenuación y cambio de fase de la imagen corresponden a una sección de filtro prototipo de paso bajo. El prototipo tiene una frecuencia de corte de ωc = 1 rad/s y una impedancia nominal k = 1 Ω, producida por una semisección de filtro con inductancia L = 1 henry y capacitancia C = 1 farad. Este prototipo se puede escalar en impedancia y en frecuencia a los valores deseados. El prototipo de paso bajo también puede transformarse en paso alto, paso banda o paso banda mediante la aplicación de las transformaciones de frecuencia adecuadas.

## Secciones en cascada

Respuesta de ganancia, H(ω) para una cadena de n semisecciones de filtro de paso bajo constante-k.

Se pueden conectar en cascada varias medias secciones en forma de L para formar un filtro compuesto. En estas combinaciones, las impedancias iguales siempre deben enfrentarse a las iguales. Por lo tanto, hay dos circuitos que se pueden formar con dos medias secciones en forma de L idénticas. Cuando un puerto de impedancia imagen ZiT se enfrenta a otro ZiT, la sección se denomina sección Π. Cuando ZiΠ se enfrenta a ZiΠ, la sección así formada es una sección T. Si se añaden más semisecciones a cualquiera de estas secciones, se forma una red en escalera que puede empezar y terminar con elementos en serie o en derivación.
Hay que tener en cuenta que las características del filtro predichas por el método de la imagen sólo son exactas si la sección está terminada con su impedancia de imagen. Esto no suele ser cierto en el caso de las secciones situadas en los extremos, que suelen estar terminadas con una resistencia fija. Cuanto más alejada esté la sección del extremo del filtro, más precisa será la predicción, ya que los efectos de las impedancias de terminación quedan enmascarados por las secciones intermedias.